# Hepacivirus

Schemazeichnung: Virion von Hepacivirus, Querschnitt und Aufsicht.

Genomkarte der Gattung Hepacivirus

Hepacivirus ist eine Gattung von einsträngigen RNA-Viren der Familie Flaviviridae.
Bedeutendste Spezies ist Hepacivirus C mit dem 1989 entdeckten Hepatitis-C-Virus (HCV), für das der Mensch der einzige bekannte natürliche Wirt ist, und das sowohl Hepatitis C, Leberzellkarzinom als auch Malignes Lymphom auslösen kann.
Das 1995 entdeckte GB-Virus B (GBV-B) ist in der Lage Neuweltaffen, insbesondere Krallenaffen der Tribus Tamarine (Sanguini) zu infizieren. Wie HCV wird es durch Blut übertragen und ähnlich wie HCV und ist mit einer Virushepatitis verbunden. GBV-B wurde jedoch noch nie bei Wildtieren festgestellt, und sein natürlicher Wirt ist daher nicht bekannt.

## Systematik
Die Viren dieser Gattung sind mit Stand 7. Mai 2024 wie folgt aufgeteilt:
Gattung Hepacivirus
- Spezies Hepacivirus bovis (früher Hepacivirus N) mit 
  - Bovines Hepacivirus (englisch Bovine hepacivirus, BoHV)
- Spezies Hepacivirus colobi (früher Hepacivirus D) mit
  - Guereza-Hepacivirus (engl. Guereza hepacivirus, GHV)
- Spezies Hepacivirus equi (früher Hepacivirus A) mit 
  - Nicht-Primaten-Hepacivirus (engl. Non-primate hepacivirus, NPHV)
  - Canines Hepacivirus
  - Equines Hepacivirus
- Spezies Hepacivirus glareoli (früher Hepacivirus J) mit 
  - Rodent hepacivirus (RHV-J): strain RMU10-3382/GER/2010
- Spezies Hepacivirus hominis (früher Hepacivirus C, Hepatitis-C-Virus, HCV) mit 
  - Hepatitis C virus genotype 1a (HCV1a): strain H77 und PT
  - Hepatitis C virus genotype 1b (HCV1b)
  - Hepatitis C virus genotype 2a (HCV2a)
  - Hepatitis C virus genotype 2b (HCV2b)
  - Hepatitis C virus genotype 3a (HCV3a)
  - Hepatitis C virus genotype 3k (HCV3k)
  - Hepatitis C virus genotype 4a (HCV4a)
  - Hepatitis C virus genotype 5a (HCV5a)
  - Hepatitis C virus genotype 6a (HCV6a)
  - Hepatitis C virus genotype 6g (HCV6g)
  - Hepatitis C virus genotype 7a (HCV7a)
- Spezies Hepacivirus macronycteridis (früher Hepacivirus K) mit 
  - Bat hepacivirus (BHV-K): strain PDB-829
- Spezies Hepacivirus myodae (früher Hepacivirus F) mit 
  - Rodent hepacivirus (RHV-F): strain 25842 und NLR07-Oct70
- Spezies Hepacivirus norvegici (früher Hepacivirus H) mit 
  - Norway rat hepacivirus 2 (NRHV2)
- Spezies Hepacivirus otomopis (früher Hepacivirus M) mit 
  - Bat hepacivirus (BHV-M): strain PDB-491.1
- Spezies Hepacivirus peromysci (früher Hepacivirus E) mit 
  - Rodent hepacivirus (RHV-E): strain 339
- Spezies Hepacivirus platyrrhini (früher Hepacivirus B) mit 
  - GB-Virus B (engl. GB virus-B, GBV-B)[9]
- Spezies Hepacivirus ratti (früher Hepacivirus G) mit 
  - Norway rat hepacivirus 1 (NRHV1): strain C12 und rn-1
- Spezies Hepacivirus rhabdomysis (früher Hepacivirus I) mit 
  - Rodent hepacivirus (RHV-I): strain SAR-3/RSA/2008
- Spezies Hepacivirus vittatae (früher Hepacivirus L) mit 
  - Bat hepacivirus (BHV-L): strain PDB-112

Nicht vom ICTV bestätigt sind nach NCBI u. a.
- Spezies „Hepacivirus P“,[11] Wirt: Mensch
- Spezies „Chinese broad-headed pond turtle hepacivirus“[12]
- Spezies „Chinese softshell turtle hepacivirus“[13]
- Spezies „Guangxi chinese leopard gecko hepacivirus“[14]
- Spezies „Hainan oriental leaf-toed gecko hepacivirus“[15]
- Spezies „Western African lungfish hepacivirus“[16]
- Spezies „Wenling moray eel hepacivirus“[17]
- Spezies „Nanhai dogfish shark hepacivirus“[18]
- Spezies „Nanhai ghost shark hepacivirus 1“[19]
- Spezies „Nanhai ghost shark hepacivirus 2“[20]
- Spezies „Wenling shark virus“ (WLSV),[21] befällt den Grazilen Katzenhai (Proscyllium habereri, englisch graceful catshark)[22]
- Spezies „Xiamen sepia Stingray hepacivirus“,[23] befällt den Stachelrochen Urolophus aurantiacus
- Spezies „Xiamen guitarfish hepacivirus“,[24] befällt Gitarrenrochen (Rhinobatidae)